# Arrondissement de Fürstenfeldbruck
L'arrondissement de Fürstenfeldbruck est un arrondissement  (Landkreis en allemand) de Bavière   (Allemagne) situé dans le district (Regierungsbezirk en allemand) de Haute-Bavière. 
Son chef-lieu est Fürstenfeldbruck.

## Villes, communes & communautés d'administration

Localisation des communes dans l'arrondissement.

(nombre d'habitants en 2006)
| Städte 1. Fürstenfeldbruck, Große Kreisstadt (33 694) 2. Germering, Große Kreisstadt (37 003) 3. Olching (24 378) 4. Puchheim (19 375) Verwaltungsgemeinschaften 1. Grafrath (Communes de Grafrath, Kottgeisering et Schöngeising) 2. Mammendorf (Communes de Adelshofen, Althegnenberg, Hattenhofen, Jesenwang, Landsberied, Mammendorf, Mittelstetten et Oberschweinbach) | Gemeinden 1. Adelshofen (1 573) 2. Alling (3 450) 3. Althegnenberg (1 842) 4. Egenhofen (3 224) 5. Eichenau (11 468) 6. Emmering (5 952) 7. Grafrath (3 548) 8. Gröbenzell (19 202) 9. Hattenhofen (1 392) 10. Jesenwang (1 527) 11. Kottgeisering (1 515) 12. Landsberied (1 442) 13. Maisach (12 669) 14. Mammendorf (4 546) 15. Mittelstetten (1 640) 16. Moorenweis (3 768) 17. Oberschweinbach (1 515) 18. Schöngeising (1 902) 19. Türkenfeld (3 492) |